# 电子科技大学出版社
电子科技大学出版社是中华人民共和国的一家出版社，成立于1985年，社址位于四川省成都市，由中华人民共和国教育部主管、电子科技大学主办。